# Seznam dílů seriálu Everybody Hates Chris
Toto je seznam dílů seriálu Everybody Hates Chris. Americký sitcom Everybody Hates Chris byl premiérově vysílán v letech 2005–2009. První řada byla uvedena na stanici UPN, od roku 2006 byl vysílán na stanici The CW.

## Přehled řad
| Řada | Díly | Premiéra v USA | Premiéra v USA  | Stanice v USA |
| Řada | Díly | První díl      | Poslední díl    | Stanice v USA |
| ---- | ---- | -------------- | --------------- | ------------- |
| 1    | 22   | 22. září 2005  | 11. května 2006 | UPN           |
| 2    | 22   | 1. října 2006  | 14. května 2007 | The CW        |
| 3    | 22   | 1. října 2007  | 18. května 2008 | The CW        |
| 4    | 22   | 3. října 2008  | 8. května 2009  | The CW        |

## Seznam dílů

### První řada (2005–2006)
| Č. v seriálu | Č. v řadě | Původní název                   | Režie                 | Scénář                                                                           | Premiéra v USA (UPN) |
| ------------ | --------- | ------------------------------- | --------------------- | -------------------------------------------------------------------------------- | -------------------- |
| 1            | 1         | Everybody Hates the Pilot       | Reginald Hudlin       | námět: Chris Rock a Ali LeRoi scénář: Ali LeRoi                                  | 22. září 2005        |
| 2            | 2         | Everybody Hates Keisha          | Eric Laneuville       | Kriss Turner                                                                     | 29. září 2005        |
| 3            | 3         | Everybody Hates Basketball      | Lev L. Spiro          | Aron Abrams a Gregory Thompson                                                   | 6. října 2005        |
| 4            | 4         | Everybody Hates Sausage         | Lev L. Spiro          | Ali LeRoi                                                                        | 13. října 2005       |
| 5            | 5         | Everybody Hates Fat Mike        | Eric Laneuville       | Craig DiGregorio a Ali LeRoi                                                     | 20. října 2005       |
| 6            | 6         | Everybody Hates Halloween       | Eric Laneuville       | Rodney Barnes a Courtney Lilly                                                   | 27. října 2005       |
| 7            | 7         | Everybody Hates the Babysitter  | Ken Whittingham       | Alyson Fouse                                                                     | 3. listopadu 2005    |
| 8            | 8         | Everybody Hates the Laundromat  | Gina Prince-Bythewood | Kriss Turner                                                                     | 10. listopadu 2005   |
| 9            | 9         | Everybody Hates Food Stamps     | Jerry Levine          | Ali LeRoi                                                                        | 17. listopadu 2005   |
| 10           | 10        | Everybody Hates Greg            | Jerry Levine          | Howard Gewirtz                                                                   | 24. listopadu 2005   |
| 11           | 11        | Everybody Hates Christmas       | Dennie Gordon         | Alyson Fouse a Ali LeRoi                                                         | 15. prosince 2005    |
| 12           | 12        | Everybody Hates a Part-Time Job | Tamra Davis           | Aron Abrams a Gregory Thompson                                                   | 19. ledna 2006       |
| 13           | 13        | Everybody Hates Picture Day     | Linda Mendoza         | námět: Aron Abrams, Kevin A. Garnett a Gregory Thompson scénář: Kevin A. Garnett | 2. února 2006        |
| 14           | 14        | Everybody Hates Valentine's Day | Millicent Shelton     | Lance Crouther                                                                   | 9. února 2006        |
| 15           | 15        | Everybody Hates the Lottery     | Malcolm D. Lee        | Rodney Barnes                                                                    | 16. února 2006       |
| 16           | 16        | Everybody Hates the Gout        | Jerry Levine          | námět: Aeysha Carr a Ali LeRoi scénář: Ali LeRoi                                 | 2. března 2006       |
| 17           | 17        | Everybody Hates Funerals        | Matt Shakman          | Alyson Fouse                                                                     | 23. března 2006      |
| 18           | 18        | Everybody Hates Corleone        | Chris Rock            | Felicia D. Henderson                                                             | 13. dubna 2006       |
| 19           | 19        | Everybody Hates Drew            | Jerry Levine          | námět: Lance Crouther scénář: Aron Abrams a Gregory Thompson                     | 20. dubna 2006       |
| 20           | 20        | Everybody Hates Playboy         | Lev L. Spiro          | Chuck Sklar                                                                      | 27. dubna 2006       |
| 21           | 21        | Everybody Hates Jail            | Jeff Melman           | Andrew Orenstein                                                                 | 4. května 2006       |
| 22           | 22        | Everybody Hates Father's Day    | Ali LeRoi             | Rodney Barnes a Ali LeRoi                                                        | 11. května 2006      |

### Druhá řada (2006–2007)
| Č. v seriálu | Č. v řadě | Původní název                       | Režie             | Scénář                                                              | Premiéra v USA (The CW) |
| ------------ | --------- | ----------------------------------- | ----------------- | ------------------------------------------------------------------- | ----------------------- |
| 23           | 1         | Everybody Hates Rejection           | Ken Whittingham   | Andrew Orenstein                                                    | 1. října 2006           |
| 24           | 2         | Everybody Hates the Class President | Jerry Levine      | Ali LeRoi                                                           | 8. října 2006           |
| 25           | 3         | Everybody Hates Elections           | Ali LeRoi         | Ali LeRoi                                                           | 16. října 2006          |
| 26           | 4         | Everybody Hates a Liar              | Jerry Levine      | Adrienne Carter                                                     | 23. října 2006          |
| 27           | 5         | Everybody Hates Malvo               | Debbie Allen      | Alyson Fouse                                                        | 30. října 2006          |
| 28           | 6         | Everybody Hates the Buddy System    | Ken Whittingham   | Ali LeRoi                                                           | 6. listopadu 2006       |
| 29           | 7         | Everybody Hates Promises            | Millicent Shelton | Chuck Sklar                                                         | 13. listopadu 2006      |
| 30           | 8         | Everybody Hates Thanksgiving        | Matt Shakman      | Alyson Fouse                                                        | 20. listopadu 2006      |
| 31           | 9         | Everybody Hates Superstition        | Debbie Allen      | Adam Lorenzo                                                        | 27. listopadu 2006      |
| 32           | 10        | Everybody Hates Kris                | Victor Nelli, Jr. | Adrienne Carter                                                     | 11. prosince 2006       |
| 33           | 11        | Everybody Hates Eggs                | Jerry Levine      | Lisa Parsons                                                        | 22. ledna 2007          |
| 34           | 12        | Everybody Hates Hall Monitors       | Arlene Sanford    | Aeysha Carr                                                         | 29. ledna 2007          |
| 35           | 13        | Everybody Hates Snow Day            | Jerry Levine      | Ali LeRoi a Andrew Orenstein                                        | 5. února 2007           |
| 36           | 14        | Everybody Hates the Substitute      | Millicent Shelton | Andrew Orenstein                                                    | 12. února 2007          |
| 37           | 15        | Everybody Hates Cutting School      | Keith Truesdell   | námět: Kevin A. Garnett a Andrew Orenstein scénář: Andrew Orenstein | 19. února 2007          |
| 38           | 16        | Everybody Hates Chain Snatching     | Lev L. Spiro      | Rodney Barnes                                                       | 26. února 2007          |
| 39           | 17        | Everybody Hates DJs                 | Jerry Levine      | Rodney Barnes                                                       | 19. března 2007         |
| 40           | 18        | Everybody Hates Baseball            | Ali LeRoi         | Chuck Sklar                                                         | 26. března 2007         |
| 41           | 19        | Everybody Hates Gambling            | Jason Alexander   | Aeysha Carr                                                         | 23. dubna 2007          |
| 42           | 20        | Everybody Hates Dirty Jokes         | Keith Truesdell   | Matthew Claybrooks                                                  | 30. dubna 2007          |
| 43           | 21        | Everybody Hates Math                | Ken Whittingham   | Devon Shepard                                                       | 7. května 2007          |
| 44           | 22        | Everybody Hates the Last Day        | Kelsey Grammer    | Rodney Barnes                                                       | 14. května 2007         |

### Třetí řada (2007–2008)
| Č. v seriálu | Č. v řadě | Původní název                          | Režie             | Scénář             | Premiéra v USA (The CW) |
| ------------ | --------- | -------------------------------------- | ----------------- | ------------------ | ----------------------- |
| 45           | 1         | Everybody Hates the Guidance Counselor | Keith Truesdell   | Ali LeRoi          | 1. října 2007           |
| 46           | 2         | Everybody Hates Caruso                 | Jerry Levine      | Andrew Orenstein   | 8. října 2007           |
| 47           | 3         | Everybody Hates Driving                | Debbie Allen      | Chuck Sklar        | 15. října 2007          |
| 48           | 4         | Everybody Hates Blackie                | Victor Nelli, Jr. | Adrienne Carter    | 22. října 2007          |
| 49           | 5         | Everybody Hates the Bachelor Pad       | Jerry Levine      | Alyson Fouse       | 29. října 2007          |
| 50           | 6         | Everybody Hates Bed-Stuy               | Debbie Allen      | Rodney Barnes      | 5. listopadu 2007       |
| 51           | 7         | Everybody Hates Houseguests            | Keith Truesdell   | Frank Sebastiano   | 12. listopadu 2007      |
| 52           | 8         | Everybody Hates Minimum Wage           | Debbie Allen      | Aeysha Carr        | 19. listopadu 2007      |
| 53           | 9         | Everybody Hates the New Kid            | Ted Wass          | Alyson Fouse       | 26. listopadu 2007      |
| 54           | 10        | Everybody Hates Kwanza                 | Eyal Gordin       | Adrienne Carter    | 10. prosince 2007       |
| 55           | 11        | Everybody Hates the Port Authority     | Ali LeRoi         | Ali LeRoi          | 2. března 2008          |
| 56           | 12        | Everybody Hates Bad Boys               | Ali LeRoi         | Aeysha Carr        | 9. března 2008          |
| 57           | 13        | Everybody Hates the First Kiss         | Jerry Levine      | Aeysha Carr        | 16. března 2008         |
| 58           | 14        | Everybody Hates Easter                 | Jerry Levine      | Alyson Fouse       | 23. března 2008         |
| 59           | 15        | Everybody Hates Gretzky                | Jerry Levine      | Andrew Orenstein   | 30. března 2008         |
| 60           | 16        | Everybody Hates the BFD                | Jerry Levine      | Alessia Costantini | 6. dubna 2008           |
| 61           | 17        | Everybody Hates Ex-Cons                | Debbie Allen      | Rodney Barnes      | 13. dubna 2008          |
| 62           | 18        | Everybody Hates Earth Day              | Jerry Levine      | Adam Lorenzo       | 20. dubna 2008          |
| 63           | 19        | Everybody Hates Being Cool             | Ken Whittingham   | Rodney Barnes      | 27. dubna 2008          |
| 64           | 20        | Everybody Hates the Ninth-Grade Dance  | Ken Whittingham   | Ali LeRoi          | 4. května 2008          |
| 65           | 21        | Everybody Hates Mother's Day           | Keith Truesdell   | Jason M. Palmer    | 11. května 2008         |
| 66           | 22        | Everybody Hates Graduation             | Jason Alexander   | Chuck Sklar        | 18. května 2008         |

### Čtvrtá řada (2008–2009)
| Č. v seriálu | Č. v řadě | Původní název                       | Režie             | Scénář                                   | Premiéra v USA (The CW) |
| ------------ | --------- | ----------------------------------- | ----------------- | ---------------------------------------- | ----------------------- |
| 67           | 1         | Everybody Hates Tattaglia           | Jerry Levine      | Ali LeRoi                                | 3. října 2008           |
| 68           | 2         | Everybody Hates Cake                | Keith Truesdell   | Adrienne Carter                          | 10. října 2008          |
| 69           | 3         | Everybody Hates Homecoming          | Jerry Levine      | Frank Sabastiano                         | 17. října 2008          |
| 70           | 4         | Everybody Hates the English Teacher | Seith Mann        | Rodney Barnes                            | 24. října 2008          |
| 71           | 5         | Everybody Hates My Man              | Jerry Levine      | Warren Hutcherson                        | 31. října 2008          |
| 72           | 6         | Everybody Hates Doc's               | Lev L. Spiro      | Luisa Leschin                            | 7. listopadu 2008       |
| 73           | 7         | Everybody Hates Snitches            | Anton Cropper     | Jason M. Palmer                          | 14. listopadu 2008      |
| 74           | 8         | Everybody Hates Big Bird            | Ted Wass          | Adam Lorenzo                             | 21. listopadu 2008      |
| 75           | 9         | Everybody Hates James               | Jerry Levine      | Luisa Leschin                            | 28. listopadu 2008      |
| 76           | 10        | Everybody Hates New Year's Eve      | Ted Wass          | Warren Hutcherson                        | 12. prosince 2008       |
| 77           | 11        | Everybody Hates Mr. Levine          | Oz Scott          | Ali LeRoi                                | 9. ledna 2009           |
| 78           | 12        | Everybody Hates Varsity Jackets     | Jerry Levine      | Adrienne Carter                          | 16. ledna 2009          |
| 79           | 13        | Everybody Hates Fake IDs            | Debbie Allen      | Rodney Barnes                            | 23. ledna 2009          |
| 80           | 14        | Everybody Hates PSAT's              | Keith Truesdell   | Frank Sebastiano                         | 30. ledna 2009          |
| 81           | 15        | Everybody Hates Boxing              | Ken Whittingham   | Adam Lorenzo                             | 6. února 2009           |
| 82           | 16        | Everybody Hates Lasagna             | Debbie Allen      | Alison McDonald                          | 13. března 2009         |
| 83           | 17        | Everybody Hates Spring Break        | Jerry Levine      | Shawn Thomas                             | 20. března 2009         |
| 84           | 18        | Everybody Hates the Car             | Millicent Shelton | Jason M. Palmer                          | 27. března 2009         |
| 85           | 19        | Everybody Hates Back Talk           | Lev L. Spiro      | Kristi Korzec                            | 3. dubna 2009           |
| 86           | 20        | Everybody Hates Tasha               | Debbie Allen      | Adrienne Carter                          | 24. dubna 2009          |
| 87           | 21        | Everybody Hates Bomb Threats        | Keith Truesdell   | Sarah Jane Cunningham a Suzie V. Freeman | 1. května 2009          |
| 88           | 22        | Everybody Hates G.E.D.              | Ali LeRoi         | námět: Adam Lorenzo scénář: Don Reo      | 8. května 2009          |